# Medina Azahara (Band)
Medina Azahara ist eine spanische Rockband aus Córdoba.

## Geschichte
Medina Azahara wurde im Jahr 1979 in Córdoba (Andalusien) gegründet durch Pablo Rabadán (Synthesizer), Manuel S. Molina (Bass), Manuel Martínez (Gesang), José A. Molina (Schlagzeug) und Miguel Galán (Gitarre). Die erste Platte der Band, die den Bandnamen trug, ist stark beeinflusst durch die in Spanien bekannte Rockart Rock andaluz (Andalusischer Rock, z. B. Triana). Der Erfolg in Spanien kam mit dem Lied Paseando por la mezquita (Spaziergang durch die Moschee). 1989 wurde Miguel Galán von Paco Ventura ersetzt.

## Diskografie

### Studioalben
- 1980: Medina Azahara
- 1981: La esquina del viento
- 1982: Andalucía
- 1985: Caravana española
- 1989: En Al-Hakim
- 1990: En directo
- 1992: Sin tiempo
- 1992: Dónde está la luz
- 1995: Árabe
- 1996: A toda esa gente (ES: Gold)[2]
- 1998: Tánger (ES: Gold)
- 2000: XX
- 2001: Tierra de libertad (ES: Gold)
- 2003: Aixa
- 2005: La estación de los sueños
- 2006: 25 años
- 2006: Sin tiempo (reedición especial)
- 2007: Se abre la puerta
- 2007: En directo (reedición especial)
- 2014: Las puertas del cielo
- 2016: Paraíso prohibido
- 2018: Trece rosas
- 2021: Llego el día
- 2023: El sueño eterno

### Livealben
- 1990: En directo
- 1996: A toda esa gente
- 2008: En escena...
- 2011: 30 años y la historia continúa

### Kompilationen
- 1999: Baladas
- 2002: Versión original
- 2005: 25 años
- 2012: Marcando el tiempo

### Singles
- 1992: Necesito respirar (ES: Platin)

### Soloalben

#### Manuel Martínez
- 1998: En cuerpo y alma
- 2019: Las hojas de otoño

#### Paco Ventura
- 1997: Aventura
- 2009: Sol Navajo
- 2015: Black Moon
- 2019: Madre Tierra